# 淀川神社
淀川神社是一座位于日本大阪市都岛区毛马町的神社。